# Erigone miniata
Erigone miniata är en spindelart som beskrevs av Léon Baert 1990. Erigone miniata ingår i släktet Erigone och familjen täckvävarspindlar. Inga underarter finns listade i Catalogue of Life.